# Epicratinus takutu
Epicratinus takutu là một loài nhện trong họ Zodariidae.
Loài này thuộc chi Epicratinus. Epicratinus takutu được Rudy Jocqué & Léon Baert miêu tả năm 2005.